# لسلی کلیف
لسلی کلیف (انگلیسی: Leslie Cliff؛ زادهٔ ۱۱ مارس ۱۹۵۵) ورزشکار ورزش شنا اهل کانادا است.
وی در مسابقات کشوری و بین‌المللی در مجموع برندهٔ ۳ مدال طلا، ۳ مدال نقره شده‌است.